# 한산군
한산군(韓山郡)은 지금의 충청남도 서천군 동부에 있었던 행정 구역이다.

## 역사
링크
본래 백제의 마산현(馬山縣)이었는데 757년(경덕왕 16)가림군(嘉林郡)의 영현이 되었다. 940년(태조 23)한산으로 고치고, 1175년(명종 5) 감무를 설치하여 홍산(鴻山)을 함께 다스렸으며, 뒤에 승격하여 한주(韓州)가 되었다.
1413년(태종 13)에 한산군이 되었고, 1914년 행정구역개편 때 서천군에 병합되어 한산면이 되었다. 지명의 유래에서 우두산(牛頭山)이나 마산 등은 모두 지형의 생김새를 뜻하는 것으로 넓은 평야 가운데에 있는 건지산(乾止山)ㆍ기린산(麒麟山)ㆍ숭정산(崇井山)ㆍ취봉산(鷲峯山) 등에 둘러싸인 이곳의 생김새에서 나온 것이다.
조선시대에는 이곳이 금강의 하류에 있어 강변에는 우포(朽浦)ㆍ와포(瓦浦)ㆍ아포(芽浦) 등의 포구와 해창(海倉)이 있었고 홍산ㆍ임천(林川)ㆍ서천ㆍ함열(咸悅)ㆍ임피(臨陂) 등지와 연결되는 도로망이 발달하였다.
이 지방을 중심으로 생산되는 한산모시는 예로부터 알려진 이 지방의 특산물이다. 1,300여년 전부터 전해내려오는 한산소국주(韓山素麴酒)도 예로부터 유명하다.

## 1914년 이후
| 통폐합 전             | 통폐합 후 (서천군) | 통폐합 후 (서천군)                                                                     |
| 구 행정구역           | 신 행정구역        | 신 행정구역                                                                            |
| --------------------- | ------------------ | -------------------------------------------------------------------------------------- |
| 한산군 북부면(北部面) | 한산면             | 동산리, 성외리, 신성리, 연봉리, 온동리, 용산리, 종지리, 죽촌리, 지현리, 호암리         |
| 한산군 동상면(東上面) | 한산면             | 단상리, 단하리, 동지리, 나교리, 마양리, 송곡리, 송림리, 송산리, 여사리, 원산리, 축동리 |
| 한산군 동하면(東下面) | 화양면             | 구동리, 남성리, 대등리, 대하리, 월산리, 죽산리, 화촌리                                 |
| 한산군 남상면(南上面) | 화양면             | 고마리, 금당리, 망월리, 봉명리, 장상리, 창외리                                         |
| 한산군 남하면(南下面) | 화양면             | 기복리, 보현리, 옥포리, 와초리, 완포리, 추동리, 활동리                                 |
| 한산군 서상면(西上面) | 기산면             | 가공리, 막동리, 월기리, 이사리, 화산리                                                 |
| 한산군 서하면(西下面) | 기산면             | 광암리, 내동리, 두남리, 두북리, 산정리, 신산리, 영모리, 원길리, 황사리                 |
| 한산군 상북면(上北面) | 마산면             | 관포리, 군간리, 나궁리, 벽오리, 삼월리, 소야리, 시선리, 신봉리, 지산리                 |
| 한산군 하북면(下北面) | 마산면             | 신장리, 안당리, 마명리, 가양리, 요곡리                                                 |